# 高柳站
高柳站（日语：／ Takayanagi eki */?），位於日本千葉縣柏市高柳，是東武鐵道野田線（東武都市公園線）的鐵路車站。車站編號是TD 28。1923年（大正12年）12月27日開業。至2005年（平成17年）3月27日為止曾是東葛飾郡沼南町，舊沼南町唯一的車站。

## 車站結構
側式月台2面2線地面車站。站舍位於船橋方向月台側，與柏方向月台以跨線天橋聯絡。

### 月台配置
| 月台 | 路線           | 方向 | 目的地                 |
| ---- | -------------- | ---- | ---------------------- |
| 1    | 東武都市公園線 | 下行 | 六實、新鎌谷、船橋方向 |
| 2    | 東武都市公園線 | 上行 | 柏、春日部、大宮方向   |

## 使用情況
2016年度1日平均上下車人次為13,849人。
近年1日上下、上車人次的推移如下表。
| 年度               | 1日平均 上下車人次 | 1日平均 上車人次 |
| ------------------ | ------------------ | ---------------- |
| 1995年（平成07年） | 12,014             | 6,022            |
| 1996年（平成08年） | 12,040             | 6,052            |
| 1997年（平成09年） | 11,742             | 5,898            |
| 1998年（平成10年） | 11,486             | 5,763            |
| 1999年（平成11年） | 11,163             | 5,601            |
| 2000年（平成12年） | 11,467             | 5,770            |
| 2001年（平成13年） | 11,757             | 5,900            |
| 2002年（平成14年） | 11,454             | 5,747            |
| 2003年（平成15年） | 11,397             | 5,733            |
| 2004年（平成16年） | 11,559             | 5,812            |
| 2005年（平成17年） | 11,716             | 5,856            |
| 2006年（平成18年） | 11,953             | 5,965            |
| 2007年（平成19年） | 12,206             | 6,102            |
| 2008年（平成20年） | 12,228             | 6,109            |
| 2009年（平成21年） | 12,147             | 6,079            |
| 2010年（平成22年） | 12,127             | 6,082            |
| 2011年（平成23年） | 11,972             | 6,029            |
| 2012年（平成24年） | 12,382             | 6,230            |
| 2013年（平成25年） | 12,814             | 6,448            |
| 2014年（平成26年） | 12,730             |                  |
| 2015年（平成27年） | 13,438             |                  |
| 2016年（平成28年） | 13,849             |                  |

## 相鄰車站
東武鐵道
 東武都市公園線
■急行、■普通
逆井（TD 27）－高柳（TD 28）－六實（TD 29）

## 外部連結
- 高柳（車站資訊） - 東武鐵道